# Bishorn
Il Bishorn (4.153 m s.l.m.) è una montagna svizzera delle Alpi Pennine. Si trova appena a nord del Weisshorn.

## Caratteristiche

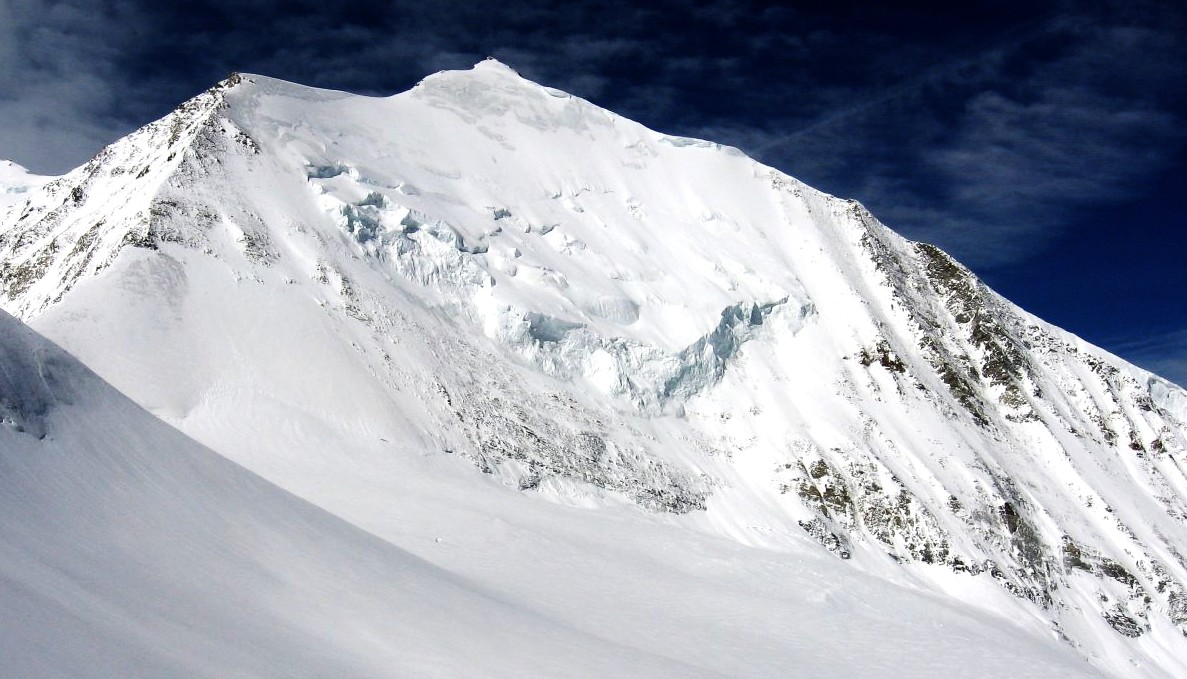
Il versante nord del monte. A destra la Punta Burnaby e a sinistra la vetta occidentale.

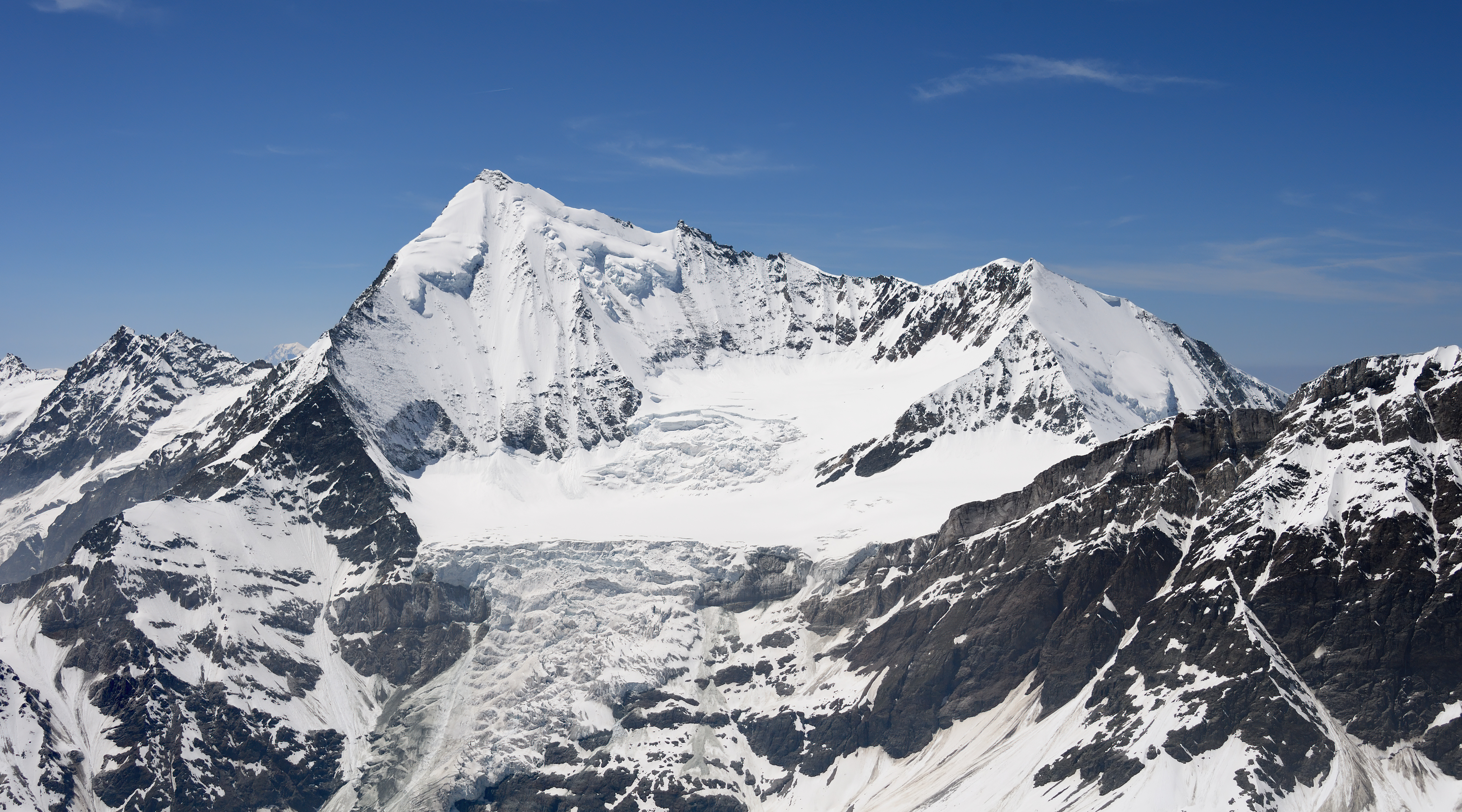
Il Bishorn (a destra) con a sinistra il più alto Weisshorn visti da est.

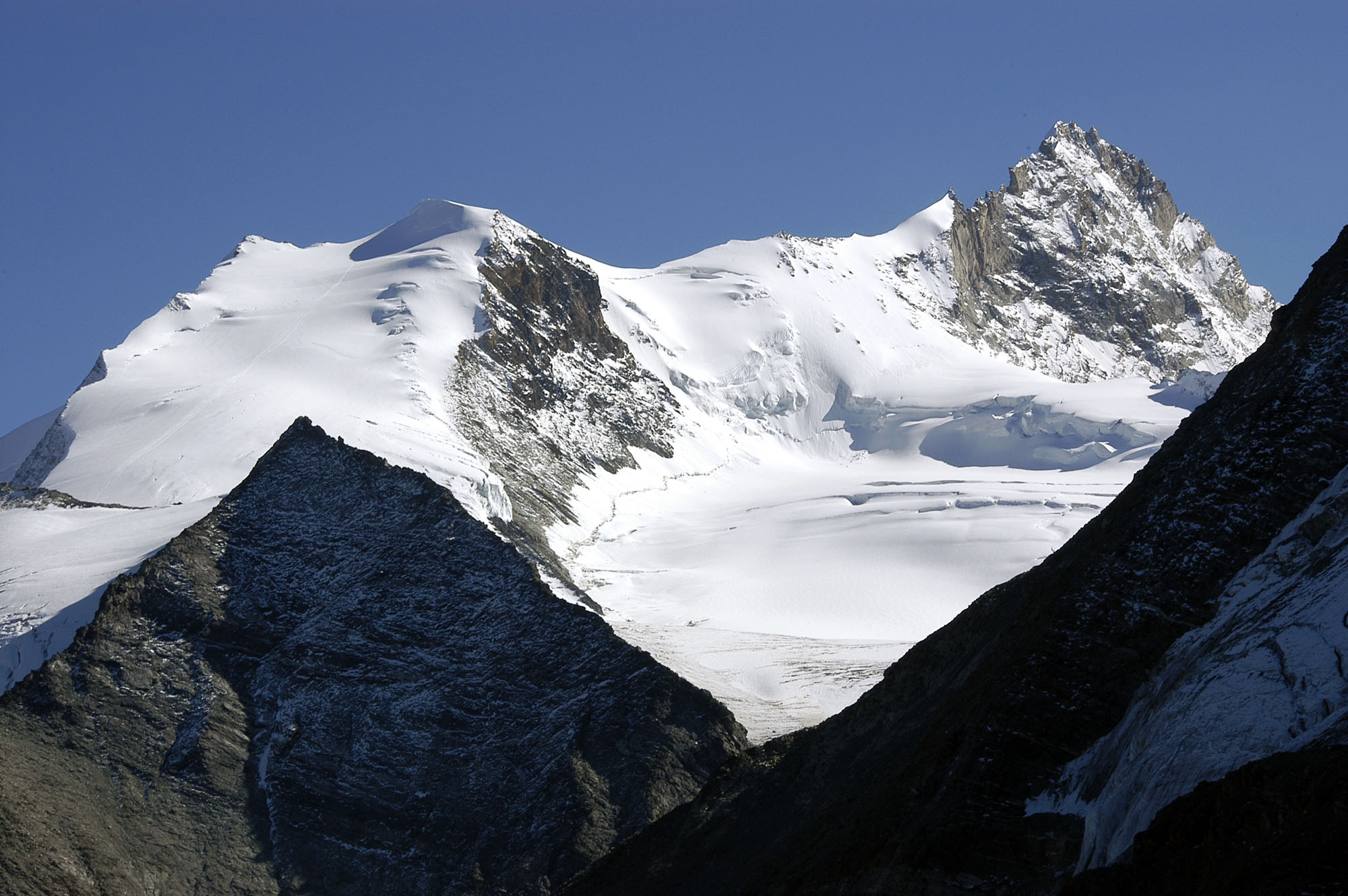
In primo piano il Bishorn e dietro il Weisshorn visti da nord-ovest. Si notano distintamente le due vette del Bishorn.

È collocata tra la Mattertal e l'alta Turtmanntal. Dal versante verso ovest sovrasta il Turtmanngletscher.
La montagna ha due distinte vette; di qui il toponimo Bishorn che significa doppio corno. Le due vette sono separate da un facile colle innevato largo circa 600 metri:
- la vetta occidentale più alta (4.153 m) conquistata per la prima volta il 18 agosto 1884 da G. S. Barnes e R. Chessyre-Walker con le guide Joseph Imboden e J. M. Chanton;
- la vetta orientale (Punta Burnaby - 4.134 m) conquistata per la prima volta il 6 agosto 1884 da Elizabeth Burnaby con le guide Joseph Imboden e Peter Sarbach.

La montagna fa parte della cosiddetta corona imperiale, insieme di montagne che formano un ferro di cavallo: Les Diablons (3.609 m), il Bishorn (4.153 m), il Weisshorn (4.505 m), lo Schalihorn (3.974& m), lo Zinalrothorn (4.221 m), il Trifthorn (3.728 m), l'Obergabelhorn (4.062 m), il Mont Durand (3.712 m), la Pointe de Zinal (3.790 m), la Dent Blanche (4.356 m), il Grand Cornier (3.961 m), il Pigne de la Lé (3.396 m), la Garde de Bordon (3.310 m), ed al centro di questa gigantesca parabola il Monte Besso (3.667 m).

## Accesso alla vetta
La via normale di accesso alla vetta parte dalla Cabane de Tracuit (3.265 m), accessibile da Zinal (1.675 metri) lungo il versante nord-ovest.
Dal rifugio si scende leggermente per arrivare sul Turtmanngletscher. Dapprima con leggera pendenza si attraversa il ghiacciaio in direzione est e poi lo si risale in direzione sud fino al colletto (4.135 m) che separa il Bishorn dalla Punta Burnaby. Infine si sale la facile cresta.